# Антонины (посёлок)
Антони́ны (укр. Антоніни) — посёлок в Хмельницком районе Хмельницкой области Украины. Основан во второй половине XIV века, статус пгт с 1956 года.

## География
Посёлок расположен в 8 км от железнодорожной станции Антонины на линии Шепетовка-Подольская — Староконстантинов-1.

## История

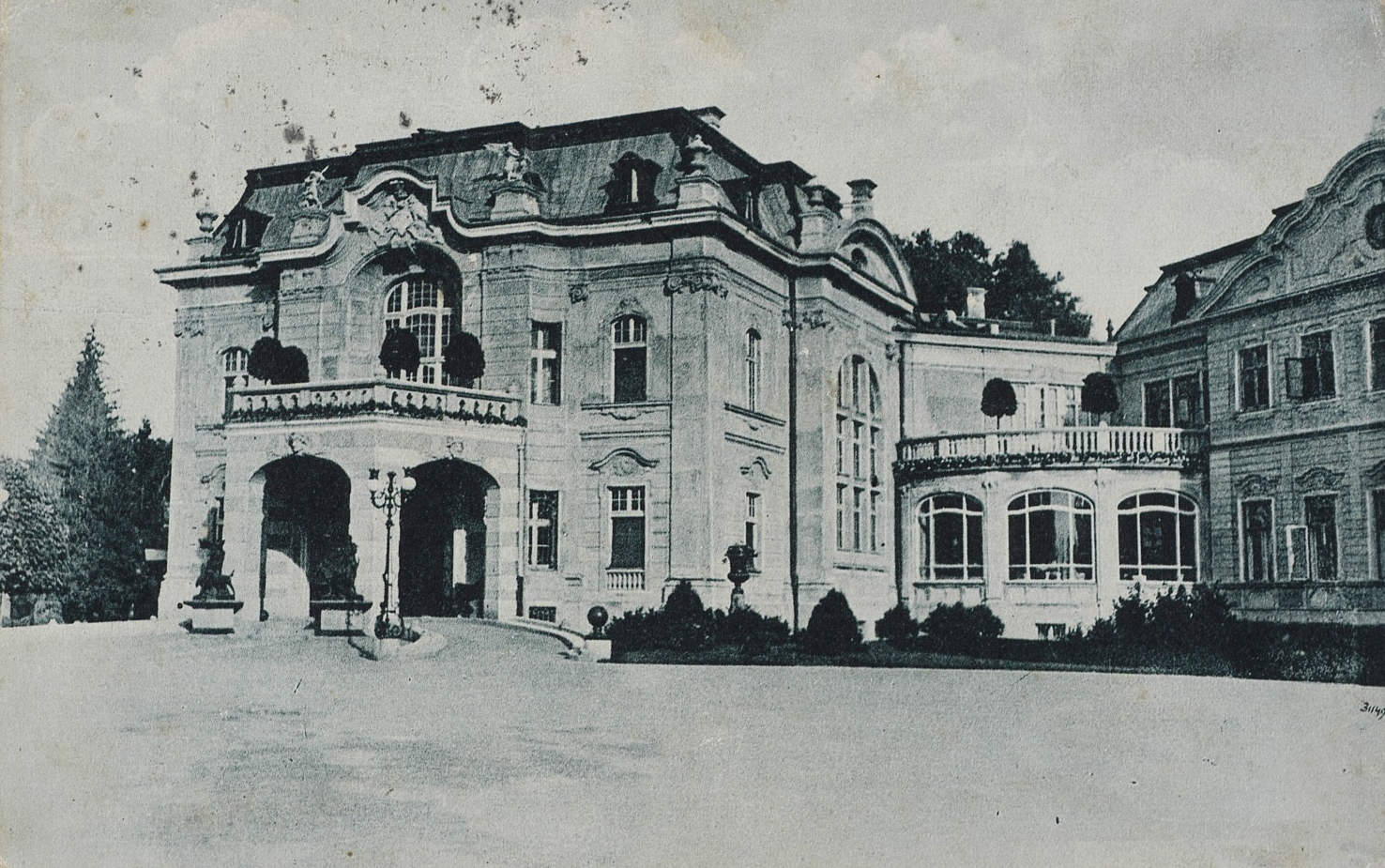
Дворец Потоцких, 1914

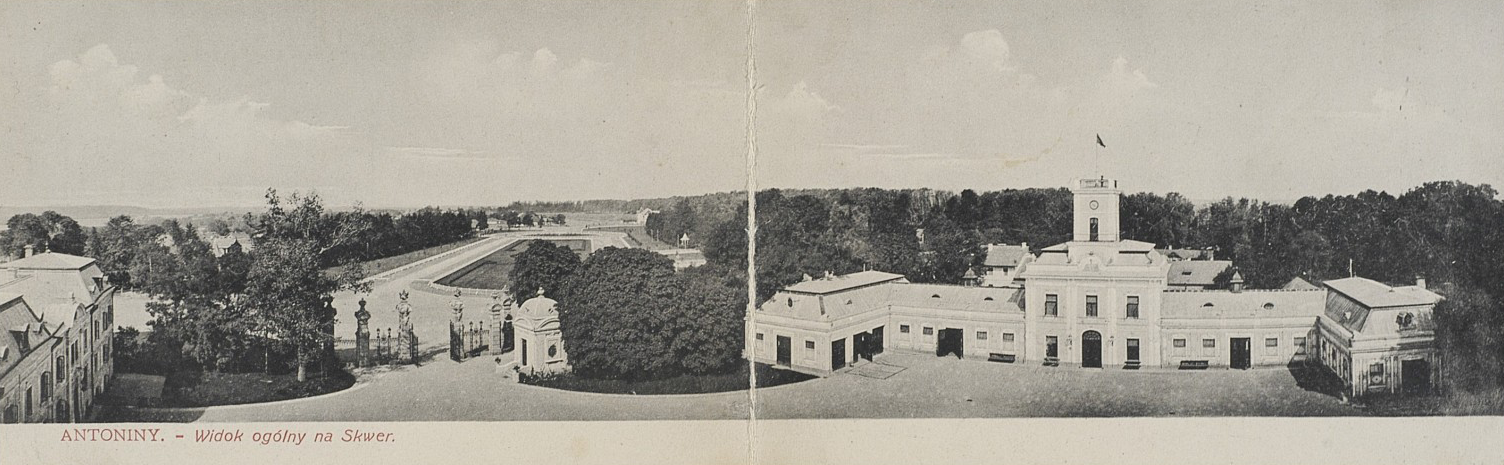
Вид на сквер, 1912

Антонины — пгт в Хмельницком районе на реке Икопоти. Первое упоминание об этом поселении встречается в документах 2-й половины XIV века. В те времена и до 2-й половины XVIII века оно называлось Голодьками. В разное время село принадлежало Острожским, Заславским, Любомирским, Сангушкам и Потоцким. В 1760-х годах владелица села Барбара Сангушко передала Голодьки в долговременное пользование регенту коронной канцелярии Игнацию Мальчевскому, который был женат на её сестре Антонине. Мальчевский построил здесь деревянный дворец и распорядился заложить парк, который со временем стал одним из лучших на Волыни. Усадьбу И. Мальчевский назвал именем любимой жены — Антонины, со временем это название прижилось и к селу.
Накануне Первой мировой войны посёлок был волостным центром Изяславского повета Волынской губернии. Поражал своей красотой и архитектурной утонченностью многоэтажный дворец Сангушков-Потоцких с просторным гаражом на 9 автомобилей, электростанцией, оранжереями, огромным каретным двором. Здесь было несколько сотен верховых рысаков, около полутысячи охотничьих собак.
В 1919 году дворец сожгли , дворец горел 2 недели. Сейчас на его месте футбольное поле. До настоящего времени сохранился флигель (2-я половина XVIII века), манеж начала XIX века, ворота с роскошной оградой и с гербами Сангушко и Потоцких, гараж Потоцкого (в нём сейчас располагается поселковый совет), ряд строений XIX — начала XX веков (магазин, метеостанция , дом управляющего, дом пасечника, дом капельмейстера и др.) и парк — памятник садово-паркового искусства государственного значения.
В парке насчитывается 60 пород деревьев и кустарников, ранней весной цветут редкие Пармские фиалки. Есть источник с целебной водой, по составу похожей на известные воды Трускавца и Сатанова.
Интересна история скульптуры льва, установленной в память о поездке Юзефа Потоцкого в Судан. Там во время сафари на молодого Потоцкого выскочила львица. Все произошло так внезапно, что граф просто не успел отреагировать. Местным охотникам, которые выстрелили в зверя, удалось спасти жизнь белого гостя. А когда все успокоились, к людям вышел маленький львёнок. Его Юзеф привез в Антонины. Дикий котёнок стал любимцем и в покоях, и во дворе. В память о нём Потоцкий приказал создать гранитную скульптуру, которая сохранилась до 1950-х годов, когда была перевезена в Хмельницкий и установлена на входе в областной военкомат. В 1990-е гг. после капитального ремонта здания памятная скульптура исчезла.
В 1989 году численность населения составляла 2998 человек.
По состоянию на 1 января 2013 года население составляло 2359 человек.

## Экономика
Кирпичный завод.

## Галерея

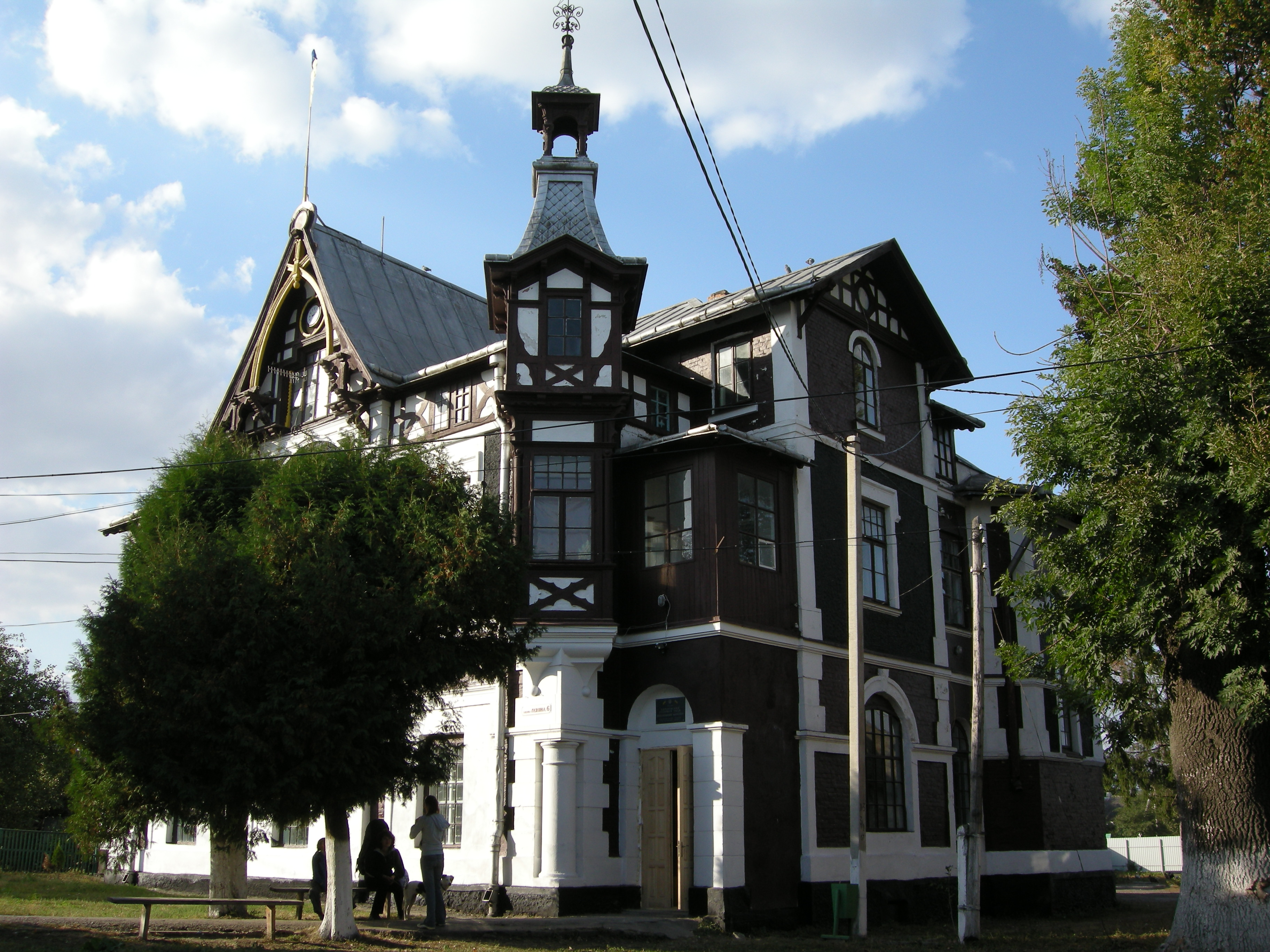
Вилла
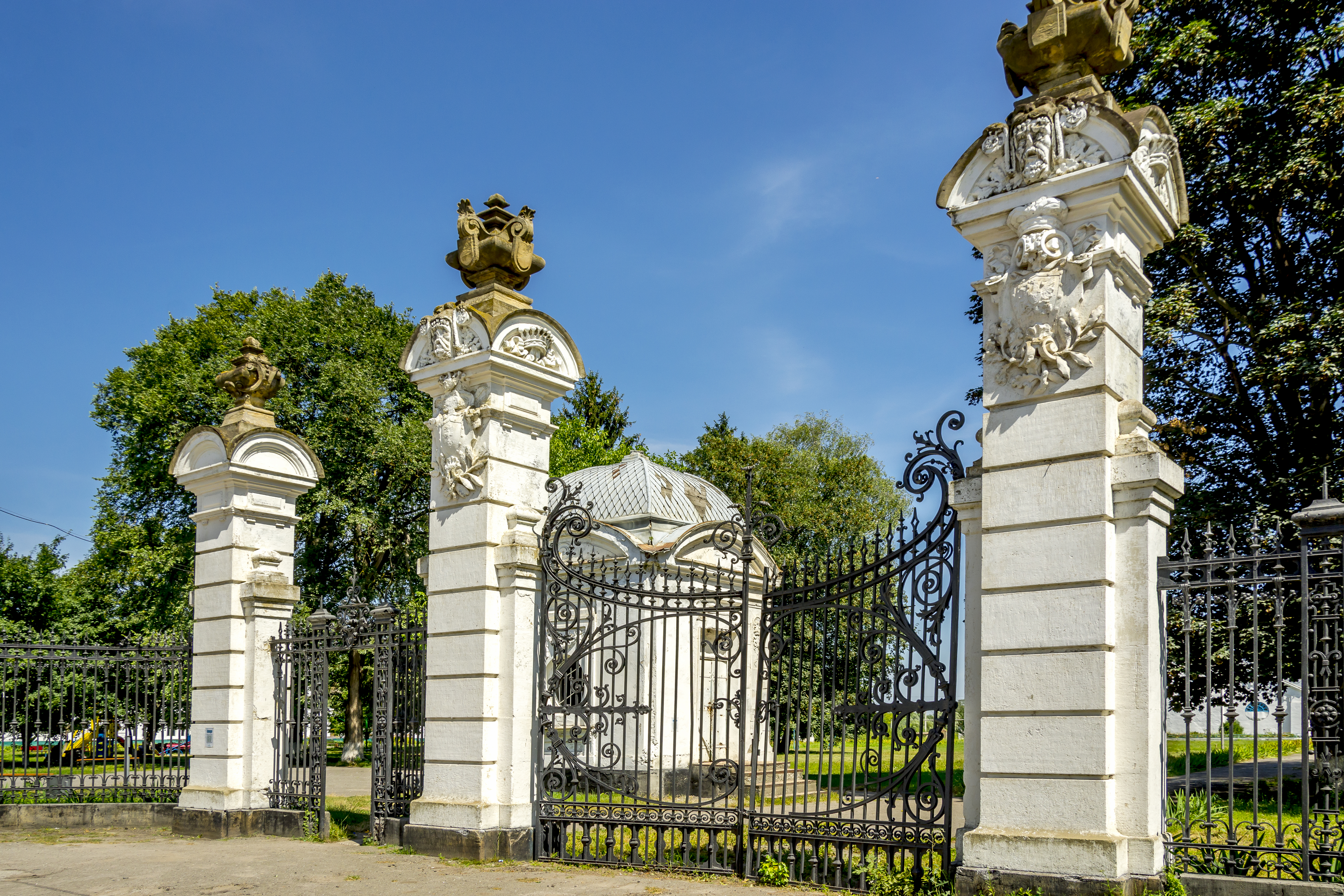
Главные ворота дворца
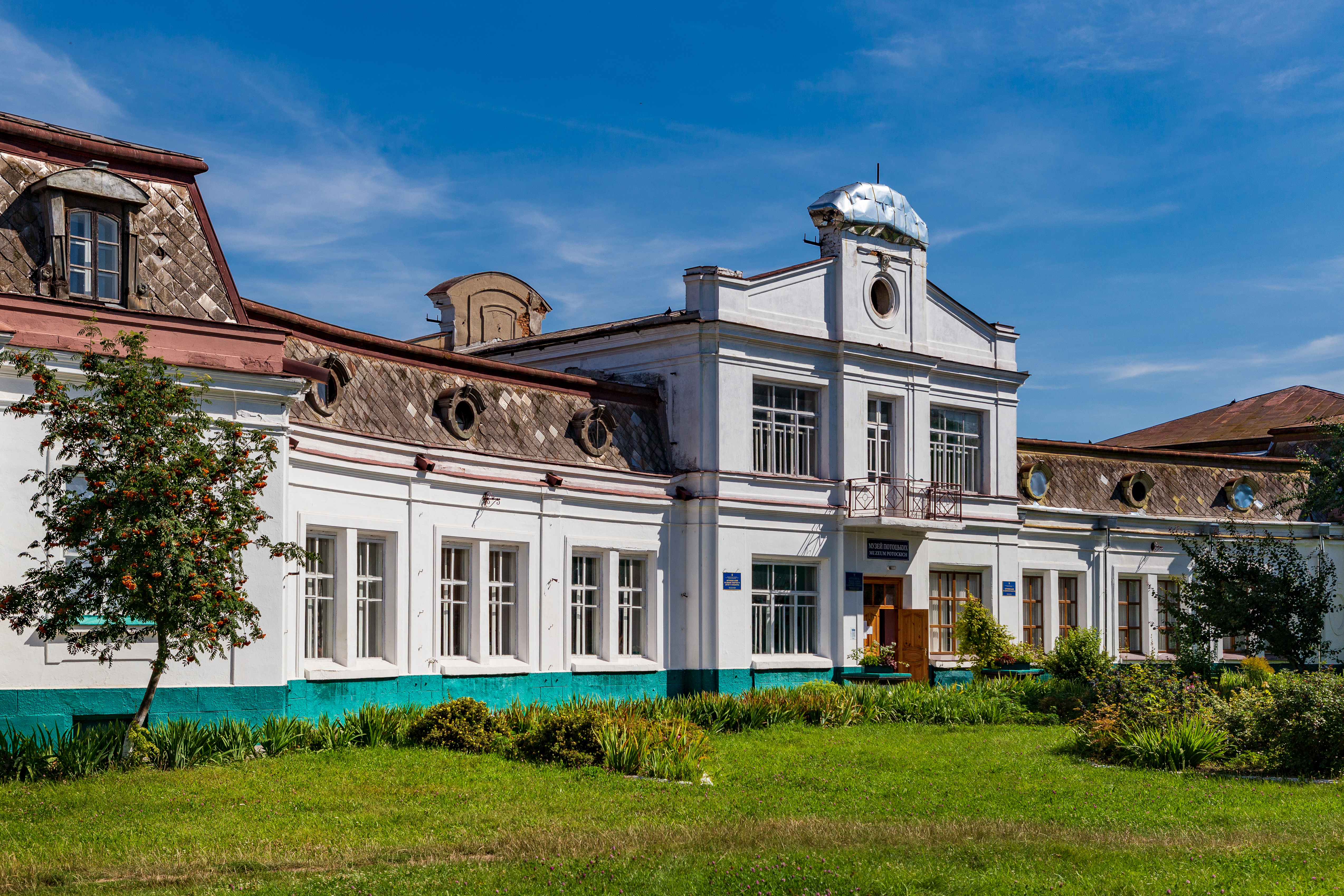
Флигель Дворца Потоцкого
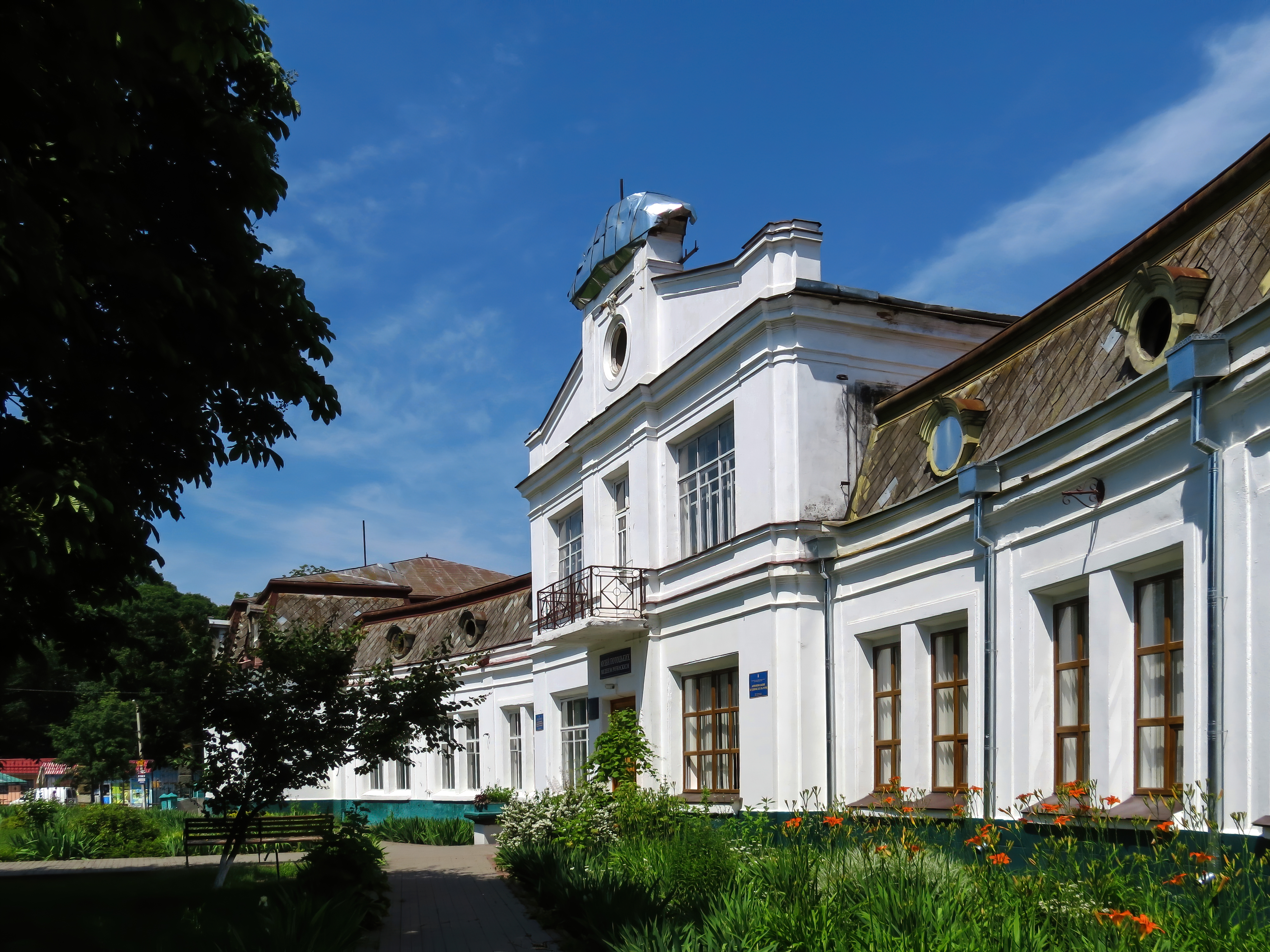
Флигель Дворца Потоцкого
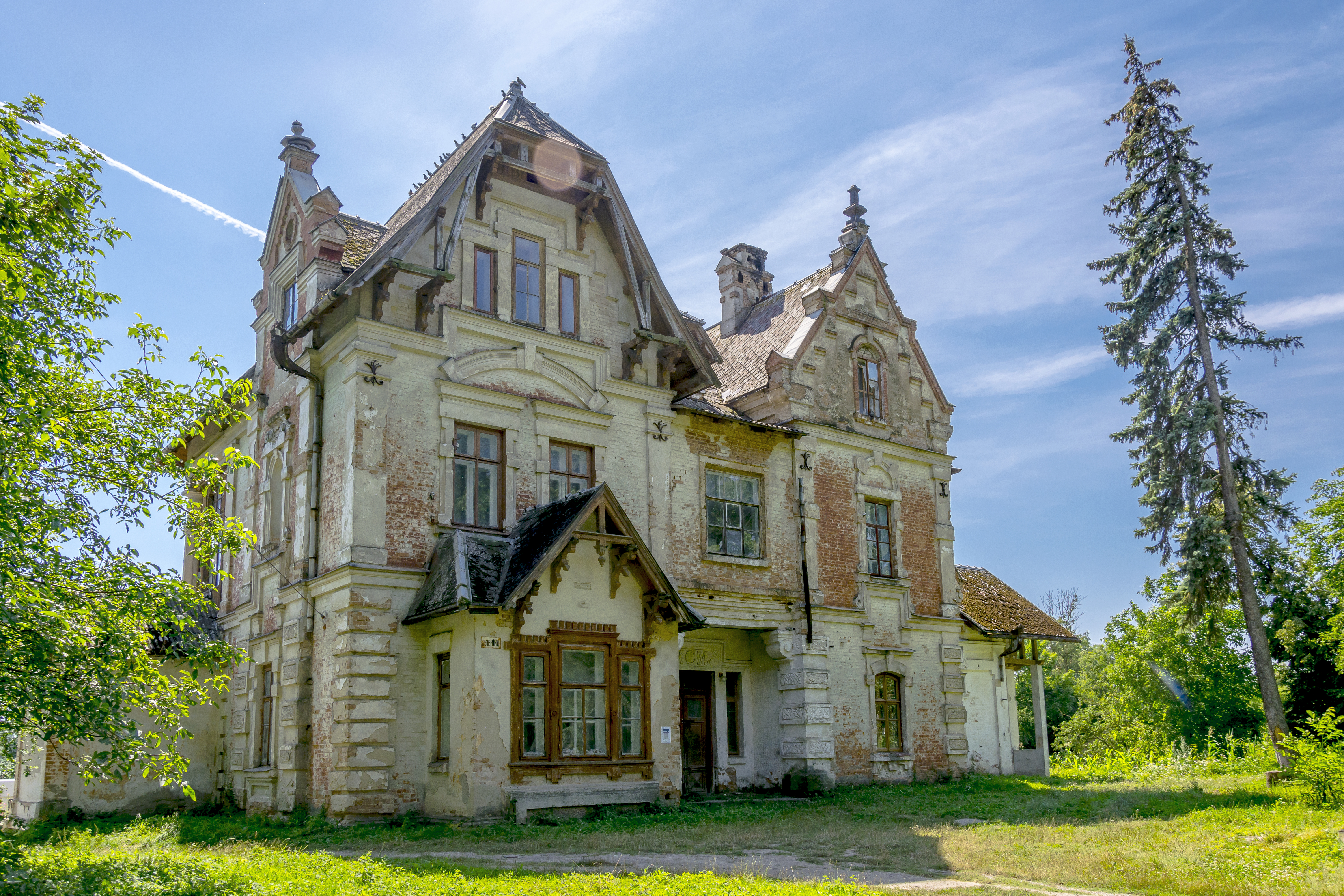
Вилла

## Известные жители и уроженцы
- Сташевская, Анастасия Петровна (1921—2008) — Герой Социалистического Труда.
- Леонтюк, Антон Константинович (1918—1994) — Герой Советского Союза.